# Keeway

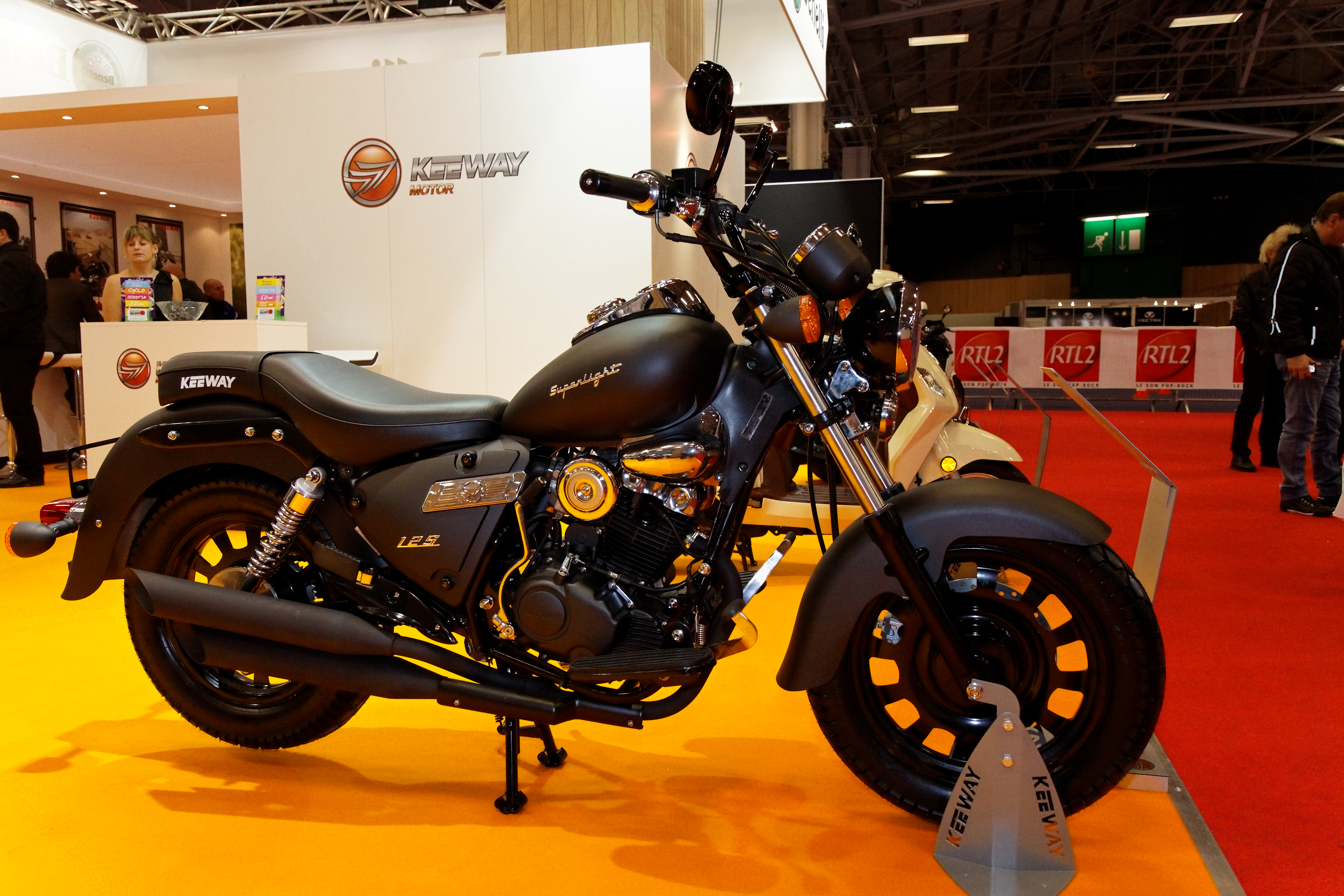
Keeway Superlight 125

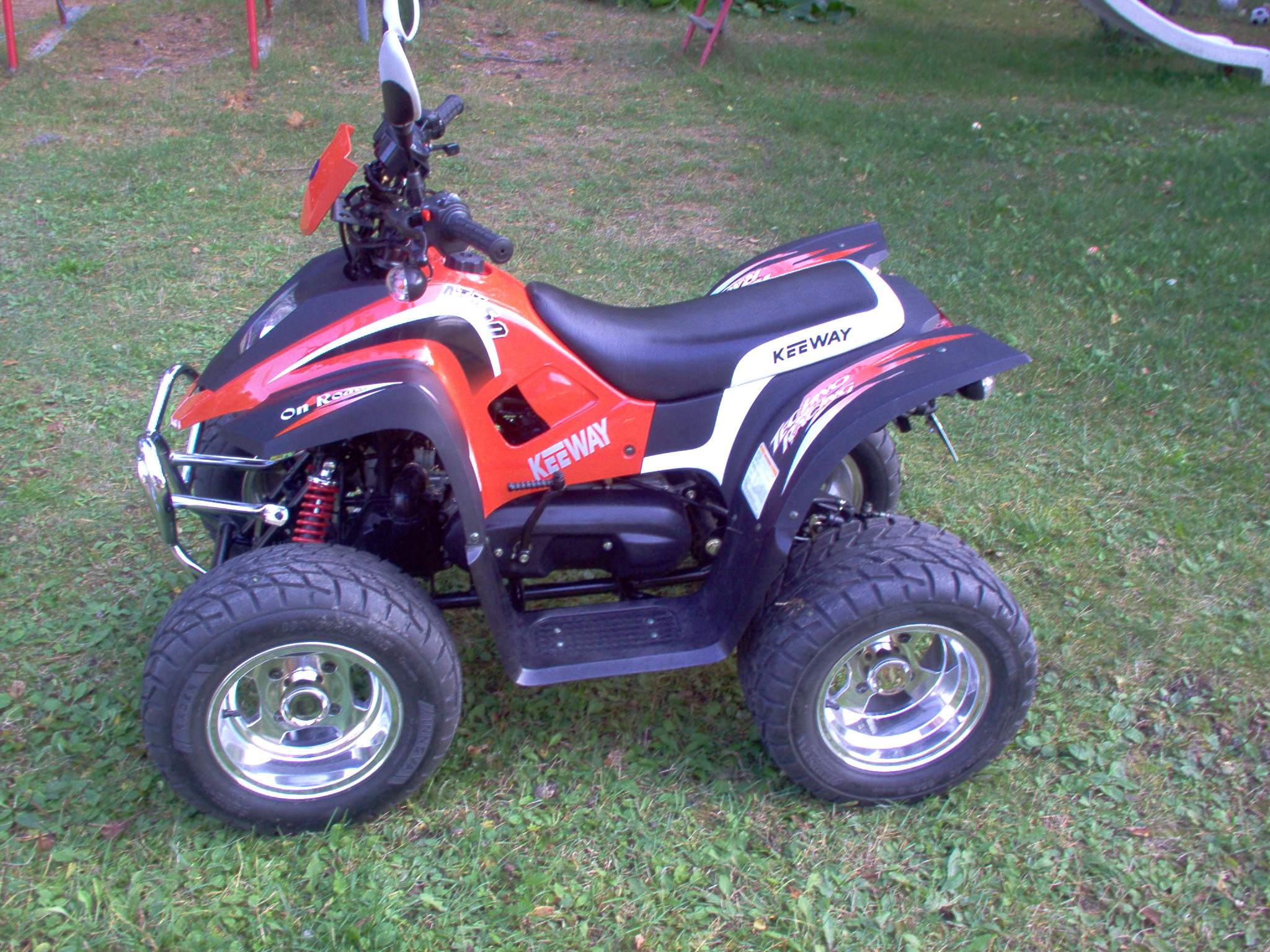
Keeway ATV 50

Keeway – marka motoryzacyjna chińskiej produkcji Qianjiang Group, założona w 1999, zarejestrowana w Europie z siedzibą na Węgrzech w mieście Szentendre. Marka eksportuje swoje pojazdy do ponad 80 krajów na całym świecie, koncentrując się na rynkach Europy, Ameryki Południowej i Azji. Keeway to organizacja prowadząca własne badania nad rozwojem produktów, projektowaniem, sprzedażą oraz obsługą skuterów, motocykli i innych produktów mechanicznych. W 2005 roku Keeway przejął włoską firmę Benelli. Keeway swoje silniki wzoruje na silnikach Minarelli.

## Produkty
Skutery 50 cm³ (tylko 2t):
- Swan
- Hurricane
- Flash

- Pixel

- Ry-6

- Ry-8
- F-act/Fact-NKD
- Goccia
- Arn
- Matrix
- Hacker
- Venus
- Focus

Skutery 125/150cm³:
- Viva
- Outlook
- Zahara

Enduro 50cm³:
- X-ray

Motocykle 125/150/250cm³:
- Speed
- Superlight
- Supershadow
- Cruiser
- Keeway RKS
- Keeway RKV
- Keeway TX (S/M)
- Keeway RKF 125i

ATV 50/100/250cm³:
- Mini ATV
- ATV 50/100
- ATV 250
- ATV 250 Dragon

ATV 300/400/500cm³:
- GTX 300
- ATV 500